# Emblema della Repubblica Italiana
L'emblema della Repubblica Italiana è il simbolo identificativo dello Stato italiano. Adottato ufficialmente il 5 maggio 1948 con il decreto legislativo n. 535, è uno dei simboli patri italiani. L'emblema, a forma di corona romana, consiste in una stella d'Italia (simbolo risalente alla mitologia greco-romana) bianca, bordata di rosso, posta al centro di una ruota dentata (simbolo di progresso e lavoro) tra un ramo di ulivo (simbolo di pace) e un ramo di quercia (simbolo di forza) legati da un nastro recante la scritta "Repvbblica Italiana" in carattere lapidario romano.

## Storia

La Stella d'Italia era già presente nello stemma del Regno d'Italia usato dal 1870 al 1890.

La genesi dell'emblema ha inizio il 27 ottobre 1946, quando il secondo governo De Gasperi, primo esecutivo repubblicano del Paese, decise di istituire una commissione presieduta da Ivanoe Bonomi per la creazione di un simbolo identificativo della neonata Repubblica Italiana in sostituzione dell'ormai obsoleto stemma del Regno d'Italia. Venne deciso di bandire un concorso nazionale aperto a tutti i cittadini per rendere più corale possibile la genesi dell'emblema. Il tema del futuro stemma fu libero con pochi vincoli alle proposte: bando assoluto ai simboli di partito e obbligo d'utilizzo della Stella d'Italia perché «ispirazione dal senso della terra e dei comuni». Per le cinque opere ritenute migliori era previsto un premio di 10 000 lire.
Risposero al concorso 341 candidati, che inviarono 637 bozzetti in bianco e nero. Agli autori dei cinque disegni che superarono la selezione, la commissione diede l'incarico di presentare altri cinque bozzetti che si sarebbero dovuti basare, questa volta, su un tema preciso: «[…] una cinta turrita che abbia forma di corona, circondata da una ghirlanda di fronde della flora italiana. In basso, la rappresentazione del mare, in alto, la stella d'Italia d'oro; infine, le parole "unità" e "libertà" […]». La commissione premiò la proposta di Paolo Paschetto: l'artista, che fu ricompensato con un ulteriore premio di 50 000 lire, venne incaricato di disegnare la versione definitiva dell'emblema. La commissione inviò poi il disegno al governo per l'approvazione, esponendolo insieme con le altre quattro proposte finaliste in una mostra allestita in via Margutta, a Roma, nel febbraio del 1947.

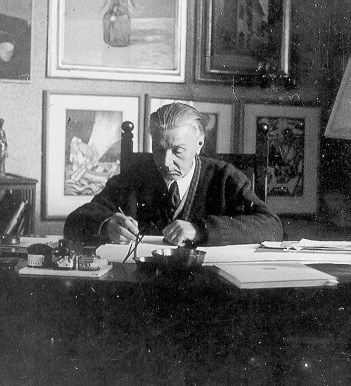
Paolo Paschetto

L'emblema uscito vincitore dal concorso non ottenne però riscontri favorevoli, venendo definito "non idoneo allo scopo" e – spregiativamente – "una tinozza".
Fu quindi istituita una seconda commissione, questa volta presieduta da Giovanni Conti, che bandì radiofonicamente un secondo concorso; questa volta l'orientamento fu quello di privilegiare elementi legati all'idea del lavoro. A questo secondo concorso presero parte 96 persone, alcune delle quali artisti di professione, che realizzarono, nel complesso, 197 bozze. I 197 disegni originali del secondo concorso sono custoditi all'interno dell'archivio storico della Camera dei deputati.
Ancora una volta risultò vincitore Paolo Paschetto, questa volta all'unanimità, la cui proposta venne tuttavia rivisitata dalla commissione per correggerne i connotati araldici, politici e pratici: il risultato finale fu una stella bianca a cinque punte simmetriche, bordata di rosso, centrata su una ruota dentata, simbolo del lavoro e del progresso, e circondata da un ramo di ulivo e da uno di quercia. Approvato dall'Assemblea Costituente il 31 gennaio 1948 dopo un acceso dibattito, lo stemma finale venne ratificato definitivamente, previa modifica dei colori, il 5 maggio successivo, dal presidente della Repubblica Enrico De Nicola con decreto legislativo n. 535 per poi essere pubblicato sulla Gazzetta Ufficiale n° 122 del 28 maggio 1948.
Nel corso dei decenni, l'emblema della Repubblica non fu esente da critiche dal punto di vista grafico. Nel 1987 il presidente del Consiglio Bettino Craxi lanciò un nuovo concorso nazionale volto a rinnovarlo o ridisegnarlo; la commissione incaricata ricevette 239 proposte, ma nessuna di esse venne ritenuta soddisfacente. Durante il secondo governo Berlusconi l'emblema è stato oggetto di un lieve aggiornamento resosi necessario per il suo inserimento in un bollo ellittico, in seguito divenuto nuovo emblema della presidenza del Consiglio dei ministri.

## Caratteristiche e significato

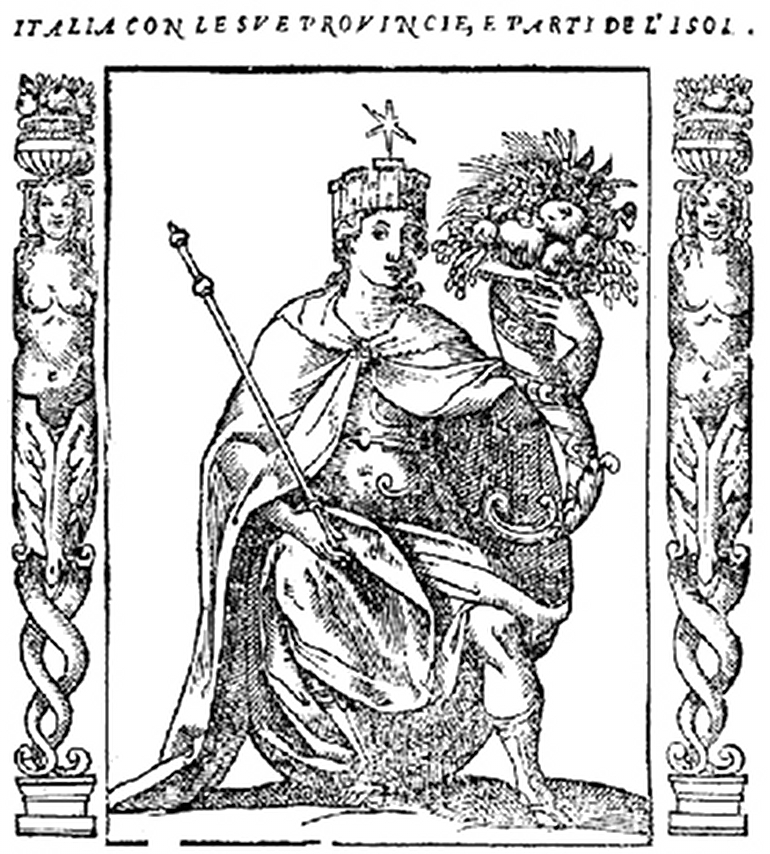
L'Italia turrita e stellata di Cesare Ripa (1603). Si può notare, sopra la personificazione allegorica della penisola italiana, la Stella d'Italia

La Stella d'Italia, conosciuta popolarmente come "Stellone". È il più antico simbolo patrio italiano, dato che è associato all'Italia sin dall'antica Grecia.

La blasonatura dell'emblema della Repubblica Italiana recita:
(Blasonatura dell'emblema della Repubblica Italiana)
Elemento centrale dell'emblema è la stella bianca a cinque punte, detta anche Stella d'Italia, che è il più antico simbolo patrio italiano. Tale simbologia risulta già attestata nella letteratura greca arcaica: nel VI secolo a.C., il poeta Stesicoro, nel poema Iliupersis (Caduta di Troia), nel creare la leggenda di Enea, descrisse il suo ritorno nella terra dei suoi antenati (l'Italia) dopo la disfatta di Troia, sotto la guida di Venere. Lì, secondo tradizioni greche e romane, Enea o i suoi discendenti (Romolo e Remo) avrebbero fondato Roma. In questa epoca storica all'Italia era associata la Stella di Venere perché posta a occidente della penisola ellenica. La Stella di Venere, subito dopo il tramonto, è infatti visibile sull'orizzonte verso ovest.
Il racconto del viaggio in mare di Enea guidato verso le coste italiane dalla materna stella di Venere è poi ripreso in epoca romana da Plinio il Vecchio, da Varrone e da Virgilio, dando origine alla tradizione del Caesaris Astrum, la stella di Giulio Cesare che ebbe origine dalla comparsa di una stella cometa poco dopo la sua morte e che venne richiamata da Augusto.
La stella d'Italia è la tradizionale rappresentazione simbolica dell'Italia sin dall'epoca risorgimentale e rimanda alla tradizionale iconografia che vuole l'Italia raffigurata come un'avvenente donna cinta da una corona turrita – da cui l'allegoria dell'Italia turrita – e sovrastata da un astro luminoso, la Stella d'Italia.
La Stella d'Italia è richiamata anche dalla prima onorificenza dell'era repubblicana, la Stella della Solidarietà Italiana: ideata nel secondo dopoguerra, questa onorificenza è stata assegnata alle personalità che si sono distinte nella fase di ricostruzione postbellica. Questa onorificenza è stata sostituita nel 2011 dall'Ordine della Stella d'Italia, che è il secondo titolo onorifico civile per importanza dello Stato italiano. Ancora oggi la Stella d'Italia indica, con le cosiddette "stellette", l'appartenenza alle forze armate italiane.
Nell'emblema repubblicano la Stella d'Italia è sovrapposta a una ruota dentata d'acciaio, simbolo del lavoro, che è alla base della Repubblica. L'articolo 1 della Costituzione italiana infatti recita:
(Art. 1 della Costituzione della Repubblica Italiana)

Emblema della Repubblica Italiana nella versione in bianco e nero

Questo riferimento al lavoro non va però inteso come una norma giuridica, che obbligherebbe lo Stato a tutelarlo nel dettaglio, bensì a un richiamo al principio ad esso collegato, che è fondativo della società italiana. Il secondo comma, invece, assegnando la sovranità esclusivamente al popolo, stabilisce il carattere democratico della repubblica. La ruota dentata è anche presente sulla bandiera e sull'emblema dell'Angola e sull'emblema del Mozambico, nazioni uscite dal processo di decolonizzazione dell'Impero portoghese nonché sugli stemmi dei comuni italiani di Assago, Cafasse e Chiesina Uzzanese.
L'insieme formato dalla ruota dentata e dalla stella d'Italia è racchiuso da un ramo di quercia, situato sulla destra, che simboleggia la forza e la dignità del popolo italiano e da uno di olivo, situato invece sulla sinistra, che rappresenta la volontà di pace dell'Italia, sia interna sia nei confronti delle altre nazioni. Per quanto concerne la forza e dignità dell'Italia, il richiamo è alla lingua latina in cui il termine robur significa sia quercia che forza morale e fisica e infatti la corona civica romana, data a chi avesse salvato la vita di un cittadino romano, era anch'essa fatta di rami di quercia. Per quanto riguarda la volontà di pace dell'Italia, l'articolo 11 della Costituzione recita:
(Art. 11 della Costituzione della Repubblica Italiana)
Dal rifiuto della guerra come strumento di offesa non consegue il fatto che l'Italia non possa partecipare a un conflitto, tant'è che gli articoli 78 e 87 della Costituzione prescrivono quali organi dello Stato deliberano lo stato di guerra. In particolare, per l'Italia, sono le due camere che decretano lo stato di guerra, che è poi formalmente dichiarata dal Presidente della Repubblica; le camere conferiscono poi al governo i poteri necessari per fronteggiare il conflitto. Altro provvedimento straordinario in caso di guerra è la durata della legislatura delle due camere, che può essere eccezionalmente prorogata, come recita l'articolo 60 della Costituzione, oltre i cinque anni canonici.
L'emblema della Repubblica Italiana non si può definire stemma in quanto è privo dello scudo; quest'ultimo costituisce infatti, secondo la definizione araldica, una parte essenziale degli stemmi (al contrario di altre decorazioni come, ad esempio, corone, elmi o fronde, che sono parti accessorie). Per tale motivo risulta più corretto riferirvisi con il termine di "emblema nazionale".

## Galleria d'immagini

Emblema nella versione in bianco e nero
Emblema nella versione in oro, viene utilizzato solo dal presidente
Stendardo presidenziale (dal 2000)
Stendardo del presidente supplente della Repubblica (dal 1986)
Logo della presidenza del Consiglio dei ministri (dal 2016)
Stendardo del presidente del Consiglio (dal 2008)
Bandiera navale e di navigazione di Stato il cui personale non è ad ordinamento militare della Repubblica Italiana (dal 2003)
Stendardo delle autorità civili
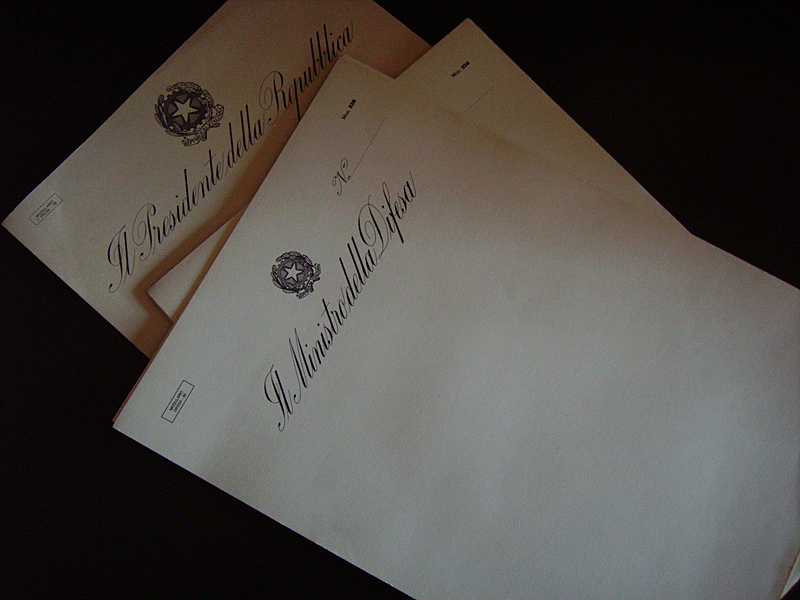
Emblema stampigliato su alcuni moduli
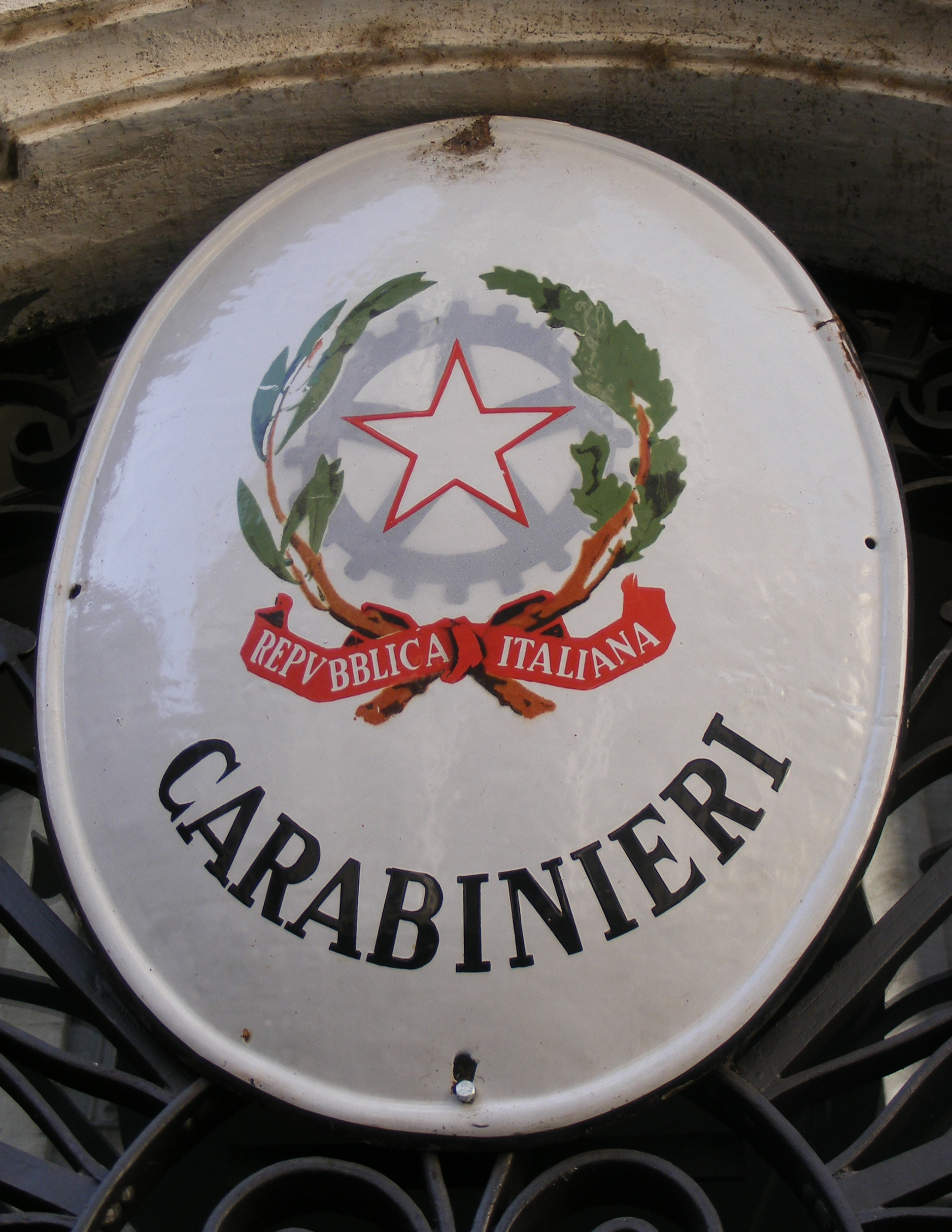
Simbolo istituzionale dell'Arma dei Carabinieri, presente all'entrata di tutte le caserme
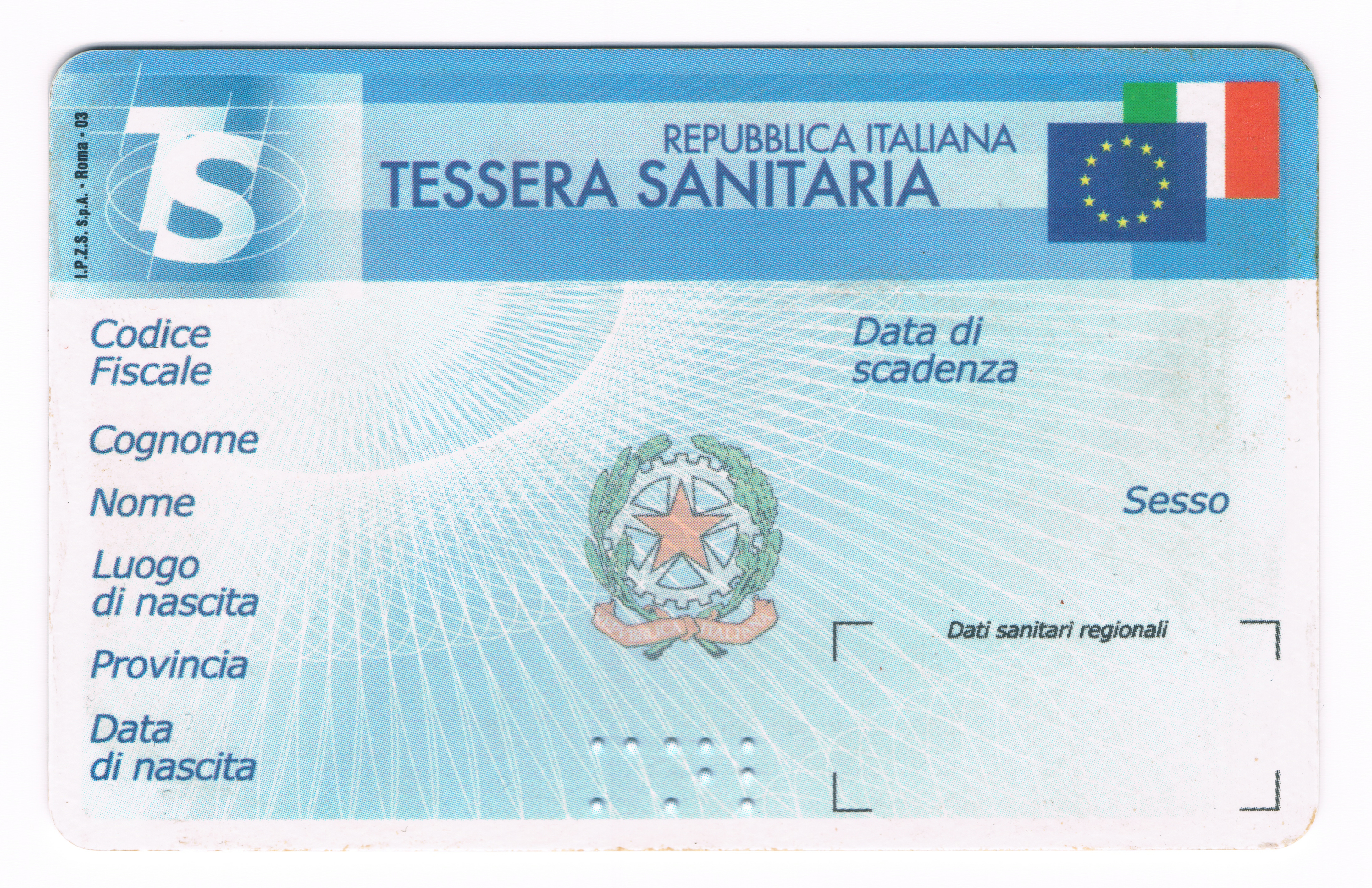
Tessera sanitaria con stampigliato l'emblema